# Synergus crassicornis
Synergus crassicornis är en stekelart som först beskrevs av Curtis 1838.  Synergus crassicornis ingår i släktet Synergus och familjen gallsteklar. Arten är reproducerande i Sverige. Inga underarter finns listade i Catalogue of Life.